# Marie Schäffer
Marie Schäffer (* 1990 in Thedinghausen) ist eine deutsche Politikerin (Bündnis 90/Die Grünen). Von 2019 bis 2024 war sie Abgeordnete im Landtag Brandenburg.

## Ausbildung, Beruf und Privatleben
Schäffer wuchs in Bremen auf. Von 2006 bis 2010 besuchte sie das Schulzentrum Sekundarstufe II Utbremen, an dem sie das Abitur erlangte und parallel dazu eine Ausbildung zur Technischen Assistentin für Informatik absolvierte. Anschließend studierte sie IT-Systems Engineering am Hasso-Plattner-Institut in Potsdam und erwarb dort einen Bachelor- (2013) und Masterabschluss (2017). Danach war sie bis 2019 als Referentin im Bereich Technik und Organisation bei der Landesbeauftragten für den Datenschutz und das Recht auf Akteneinsicht des Landes Brandenburg tätig.
Schäffer ist verheiratet, hat eine Tochter und lebt seit 2010 in Potsdam.

## Politische Laufbahn
Schäffer wurde 2009 Mitglied von der Grünen Jugend und Bündnis 90/Die Grünen. 2015 wurde sie als Beisitzerin erstmals in den Landesvorstand des brandenburgischen Verbands ihrer Partei gewählt. Bei der Kommunalwahl 2019 wurde Schäffer in die Stadtverordnetenversammlung von Potsdam gewählt.
Im Landtagswahlkreis Potsdam I gewann Schäffer bei der Landtagswahl in Brandenburg 2019 mit 27 Prozent der Stimmen knapp gegen Klara Geywitz, die den Wahlkreis seit 2004 ununterbrochen vertreten hatte. Sie gewann damit das bis heute einzige Direktmandat der Grünen in der Geschichte des Bundeslands Brandenburg. Ab 2020 war sie parlamentarische Geschäftsführerin der Fraktion. Neben ihrer Tätigkeit als parlamentarische Geschäftsführerin war sie Sprecherin für Inneres, Demokratie, Digitales und Asyl.
Bei der Landtagswahl in Brandenburg 2024 verlor sie ihren Wahlkreis gegen SPD-Ministerin Manja Schüle. Das Abschneiden Schäffers stand am Wahlabend im besonderen Interesse der Öffentlichkeit: Da bereits mit den ersten Hochrechnungen recht schnell offenbar wurde, dass die Grünen die Fünfprozenthürde verfehlen würden, richtete sich der Fokus der Berichterstattung auf die Frage, ob Schäffer den Wahlkreis würde verteidigen können. In diesem Fall hätten die Grünen die Sperrklausel umgehen können und wären zumindest als parlamentarische Gruppe im Landtag vertreten gewesen. Durch den Verlust des Direktmandats sowie einem landesweiten Ergebnis von unter fünf Prozent schieden die Grünen jedoch aus dem Landtag aus.